# Ilhas Egeias do Norte

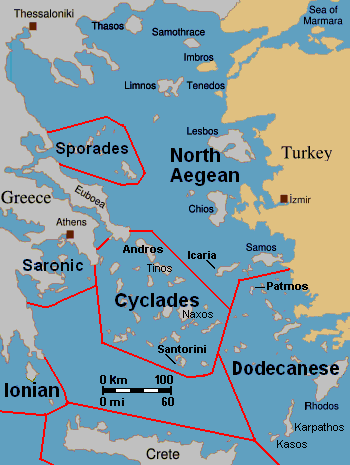
As Ilhas Egeias do Norte localizadas no nordeste do mar Egeu.

As Ilhas Egeias do Norte são um número de ilhas desconexas que se localizam ao norte do Mar Egeu, também conhecidas como Ilhas Egeias do Nordeste, pertencentes à Grécia e à Turquia. As ilhas não formam uma cadeia física ou um grupo, mas, muitas vezes são agrupados para fins turísticos ou propósitos administrativos. Ao sul estão as ilhas Dodecaneso; e a oeste estão os arquipélagos das Cíclades e Espórades.
Neste grupo, as principais ilhas ao longo  da costa turca são as ilhas gregas de Samos e Icária, Quios, Lesbos, Lemnos, Agios Efstratios, Psara, Fourni Korseon, Oinousses e ilhas turca de Imbros (conhecida também como Gökçeada) e Tenedos (conhecida também como Bozcaada). A ilha principal no Mar Trácio no extremo norte é a ilha grega de Samotrácia e Tasos.